# Lewin Brzeski
Lewin Brzeski (deutsch Löwen) ist eine Stadt im Powiat Brzeski in der südpolnischen Woiwodschaft Oppeln. Das etwa 5800 Einwohner zählende Lewin Brzeski ist Sitz der gleichnamigen Stadt-und-Land-Gemeinde mit etwas mehr als 13.000 Einwohnern.

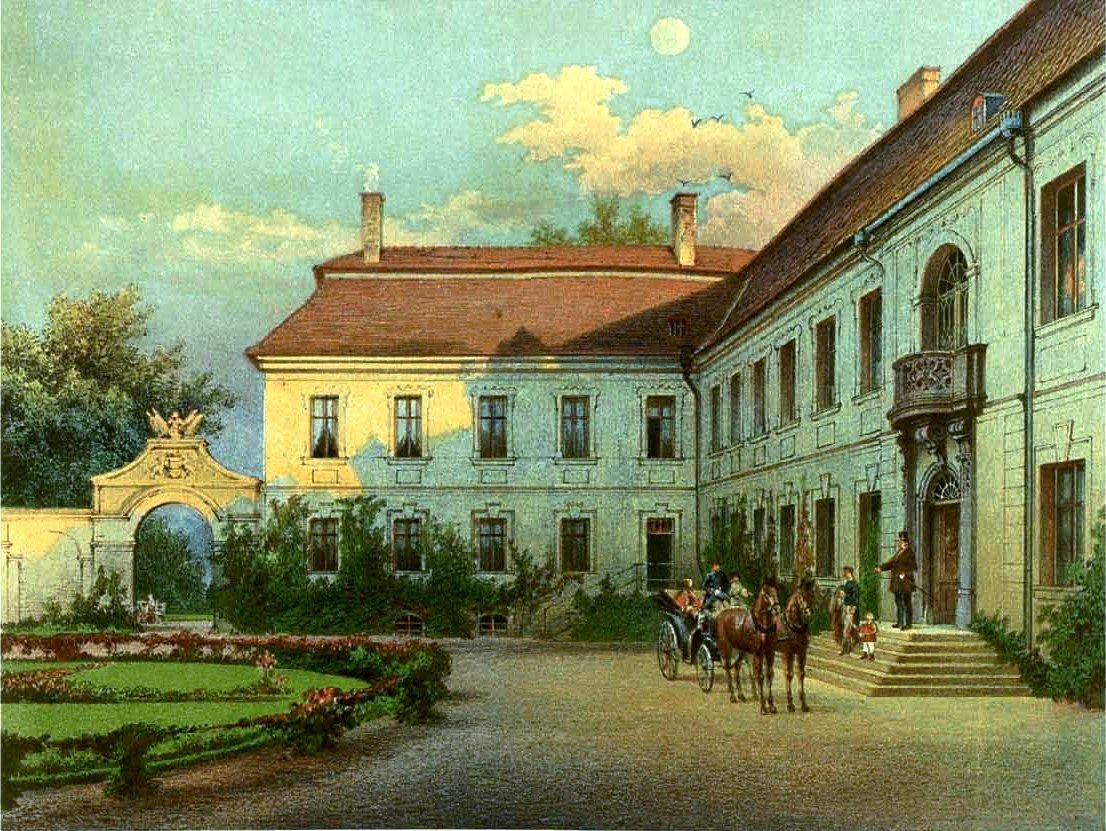
Das Barockschloss in einer Lithographie, um 1860

## Geografische Lage
Die Stadt liegt etwa 20 Kilometer nordwestlich von Oppeln sowie 15 Kilometer südöstlich von Brzeg (Brieg) an der Grenze der historischen Region Niederschlesien zu Oberschlesien am linken Ufer der Glatzer Neiße gegenüber der Mündung der Steinau. Im Norden grenzt die Gemeinde auch an die Oder. Das Glatzer Neißetal zeichnet sich durch sein relativ flaches Relief aus. So finden sich nahe dem Fluss Feuchtgebiete und die Umgebung muss mit Deichen vor Hochwassern geschützt werden.

## Geschichte

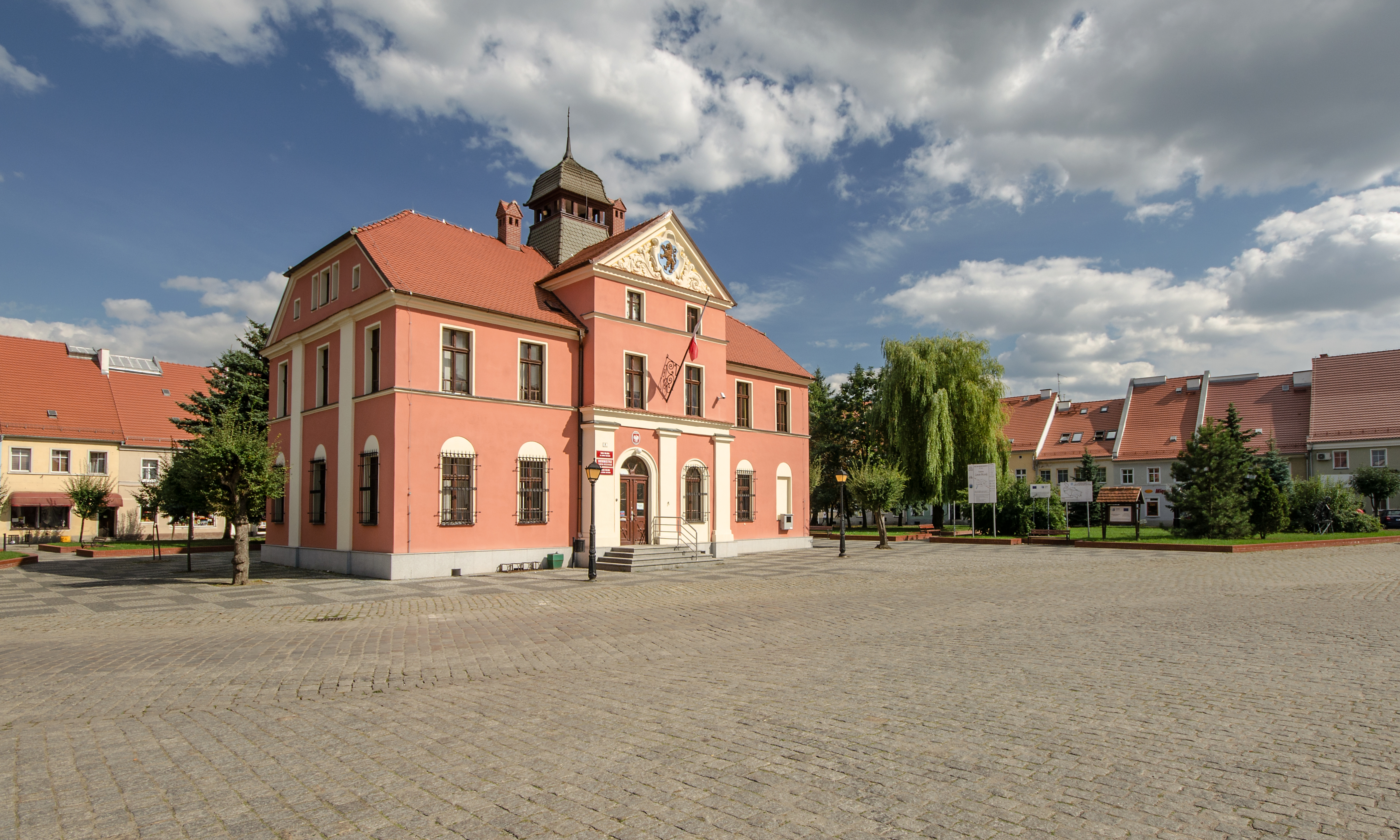
Das 1837 im klassizistischen Stil erbaute Rathaus am Ring

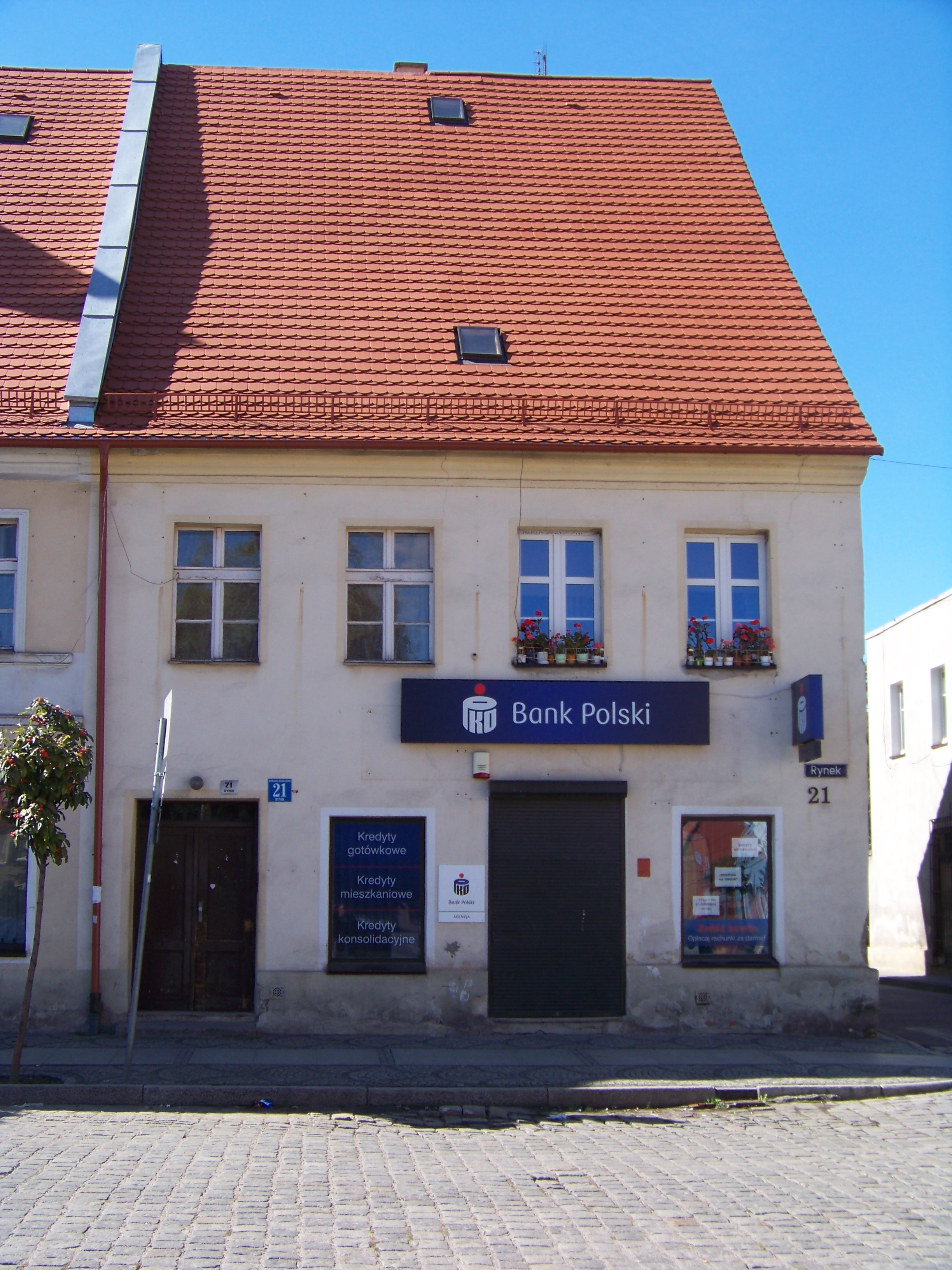
Die Häuser am Ring stammen hauptsächlich aus der Mitte des 19. Jahrhunderts - Hier ist das Haus Nr. 21 am Ring zu sehen

Nahe dem Übergang der Handelsstraße von Schlesien nach Ungarn, der so genannten Bernsteinstraße über die Glatzer Neiße, entstand Löwen als Marktflecken. Erstmals urkundlich bezeugt wurde diese Ortschaft im Jahre 1257, als das Johanniterkloster Lossen eine Mühle kaufte und ein Kaufvertrag ausgestellt wurde. Hierbei wurde auch der Münzer Walter von Lewin erwähnt, der der örtlichen Münze vorstand, die von den Oppelner Herzögen betrieben wurde. Bereits zur Mitte des 13. Jahrhunderts wurde die Ortschaft mit dem Magdeburger Stadtrecht ausgestattet. In der ovalen Stadtanlage wurde ein rechteckiger Marktplatz, der Ring, angelegt, Löwen hatte jedoch keinen schachbrettartigen Grundriss wie vergleichbare Städte. Umgeben wurde die Stadt von einem Erdwall mit Palisaden und davor konnte bei Bedarf ein Graben durch eine Schleuse mit Neißewasser gefüllt werden. Außerdem bestanden hier vier Stadttore. Noch vor 1285 baute der Dominikanerorden in Löwen ein Kloster auf, das Dominikanerkloster Löwen. Im Jahre 1333 wurden das Stadtrecht und die damit verbundenen Privilegien, wie das Brau- und Ausschankrecht von Bier, später auch das Recht zum Abhalten von Mittwochsmärkten, von Herzog Boguslaus von Brieg bestätigt, denn Löwen war Teil des Herzogtums Liegnitz-Brieg geworden und mit diesem bereits 1329 an Böhmen gefallen.
Das 16. Jahrhundert brachte für die Stadt einen wirtschaftlichen Aufschwung, 1526 ging die Stadt an die Habsburger über und seit 1592 wurden in der Stadt auf Erlaubnis des Herzogs von Brieg Jahrmärkte veranstaltet. Nach der Reformation wurde Löwen größtenteils protestantisch und die katholische Pfarrgemeinde aufgelöst. Im Dreißigjährigen Krieg wurde die Stadt geplündert, abgebrannt und von der Pest heimgesucht. Im Jahre 1742 wurde Löwen Teil Preußens und stellte damals ein von der Landwirtschaft geprägtes Städtchen mit 700 Einwohnern dar. In Löwen wüteten mehrere Stadtbrände, deren verheerendster im Jahre 1829 die hölzerne Bebauung der Stadt vollkommen vernichtete und einen grundlegenden Wiederaufbau der Stadt einleitete. Es wurden diesmal steinerne Bauten errichtet, von denen besonders das klassizistische Rathaus von 1837 auf dem Ring hervorzuheben ist.
Im Jahre 1846 wurde Löwen an die Eisenbahnlinie Breslau–Oppeln angeschlossen, was einen Aufschwung der Stadt und die Ansiedlung von Industrie mit sich brachte. 1901 wurde die Ortschaft Fröbeln (Wróblin) eingemeindet, die seit 1882 eine Zuckerfabrik besaß und 1895 544 Einwohner gezählt hatte. Administrativ war Löwen Teil des Landkreises Brieg und Sitz eines eigenen Amtsgerichts. In der Stadt bestand seit 1866 ein Metallbetrieb, in dem zuerst landwirtschaftliche Nutzgeräte, später Schrauben und schließlich Tonbandgeräte hergestellt wurden. Weitere wichtige industrielle Einrichtungen waren eine Ziegelei, eine Dachziegel- und Fliesenfabrik und darüber hinaus eine Mühle. Aber auch die Straßen der Stadt wurden ausgebaut und 1898 erhielt Löwen eine Verbindung mit Fröbeln. Die alte, baufällige Brücke über die Neiße wurde 1913 durch eine Stahlbrücke ersetzt. Seit dem 7. April 1866 bestand in der Stadt wieder eine katholische Pfarrgemeinde, für die später die Marienkirche errichtet wurde.
Am 4. Februar 1945 wurde die von Kriegshandlungen stark in Mitleidenschaft gezogene Stadt von der Roten Armee besetzt. Anschließend wurde die Verwaltung der Stadt seitens der sowjetischen Besatzungsmacht der Volksrepublik Polen zugewiesen, eine Maßnahme, die auch nach dem Potsdamer Abkommen beibehalten wurde. Es begann danach die Zuwanderung von Migranten, die anfangs vorwiegend aus von der Sowjetunion beanspruchten Gebieten östlich der Curzon-Linie kamen, der sogenannten Kresy. In der Folgezeit nahm die örtliche polnische Verwaltungsbehörde die „wilde“ Vertreibung der gesamten einheimischen Bevölkerung vor, um sie durch Polen zu ersetzen. Löwen erhielt zunächst die Ortsbezeichnung  Lubień, dann Lewin Brzeski, und gehörte administrativ zunächst zur Woiwodschaft Breslau. 1950 wurde die Stadt der Woiwodschaft Oppeln angeschlossen, bei der sie auch nach der Verwaltungsreform in Polen 1999 blieb.

## Demographie
| Jahr | Einwohner | Anmerkungen                                                                                                |
| ---- | --------- | --- |
| 1756 | 0768      | [ 3 ] |
| 1769 | 0799      | [ 3 ] |
| 1771 | 0702      | [ 3 ] |
| 1780 | 0824      | [ 3 ] |
| 1781 | 0841      | [ 3 ] |
| 1803 | 1112      | [ 4 ] |
| 1810 | 1016      | [ 4 ] |
| 1816 | 0984      | darunter 858 Evangelische und 106 Katholiken                                                               |
| 1821 | 1158      | in 171 Privatwohnhäusern                                                                                   |
| 1825 | 1105      | darunter 110 Katholiken und eine Person jüdischen Glaubensbekenntnisses, in 181 Häusern (davon 125 massiv) |
| 1840 | 1500      | darunter 1257 Evangelische, 223 Katholiken und 20 Juden, in 192 Häusern (davon 183 massiv)                 |
| 1875 | 2001      | [ 7 ] |
| 1880 | 2229      | [ 7 ] |
| 1885 | 2362      | [ 8 ] |
| 1890 | 2589      | [ 7 ] |
| 1900 | 3245      | meist Evangelische                                                                                         |
| 1910 | 3514      | am 1. Dezember                                                                                             |
| 1933 | 3991      | [ 7 ] |
| 1939 | 3977      | [ 7 ] |

Anzahl Einwohner seit Ende des Zweiten Weltkriegs
Einwohnerzahlen der Stadt nach dem jeweiligen Gebietsstand. Die neueren Zahlen beziehen sich nur auf die Stadt ohne Ortsteile:
| Jahr          | Einwohner |
| ------------- | --------- |
| 1969          | 4666      |
| 31. Dez. 1995 | 5961      |
| 31. Dez. 2000 | 5875      |
| 31. Dez. 2005 | 5843      |
| 30. Jun. 2015 | 5906      |

## Wappen
Das Wappen der Stadt Lewin Brzeski wurde am 18. Juni 1998 angenommen und hat ein Siegel des Jahres 1333 zum Vorbild. Es zeigt einen nach rechts schreitenden goldenen Löwen über drei grünen Hügeln auf blauem Grund. Der Löwe im Wappen weist auf den alten deutschen Namen Löwen hin.

## Sehenswürdigkeiten

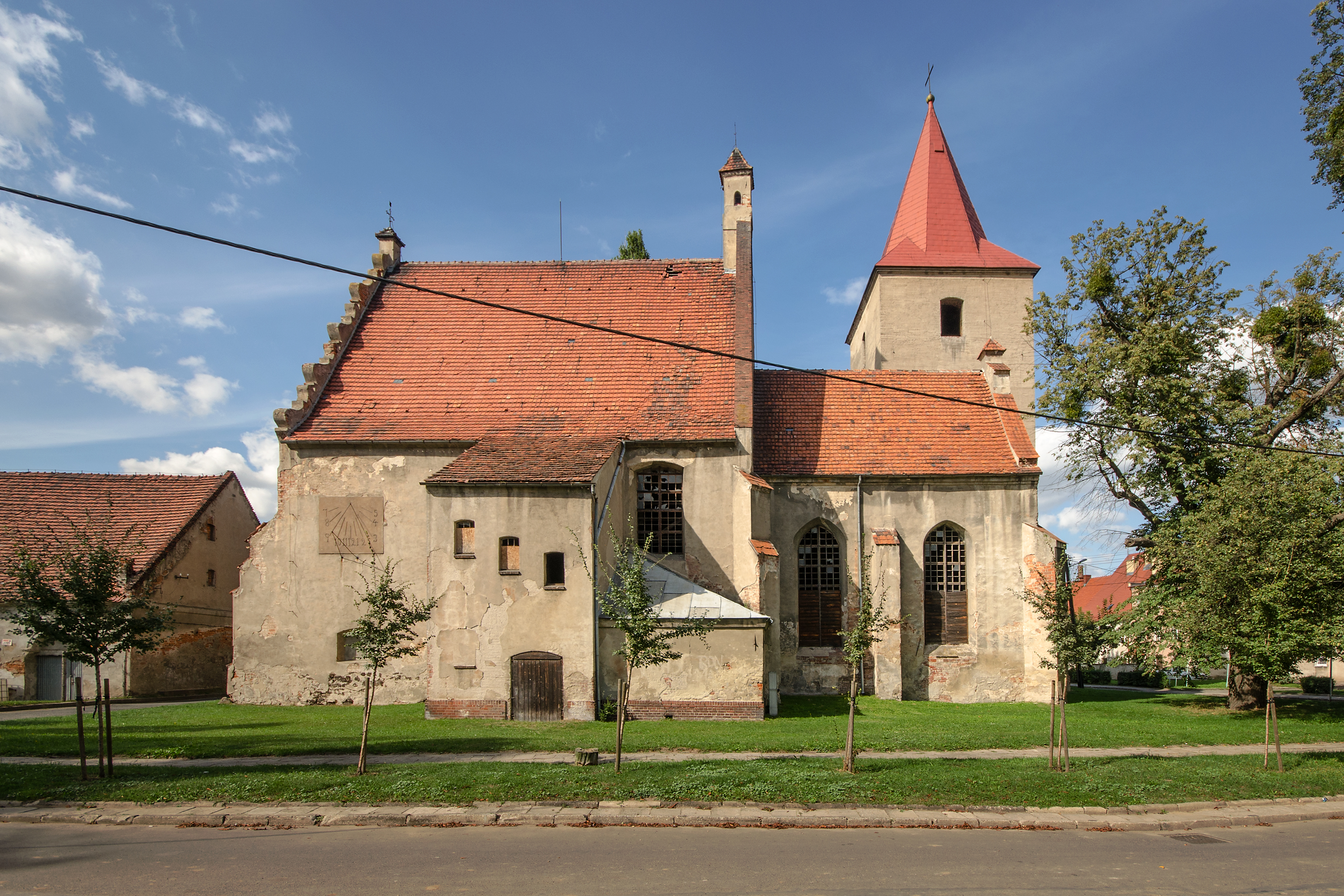
Die evangelische Kirche

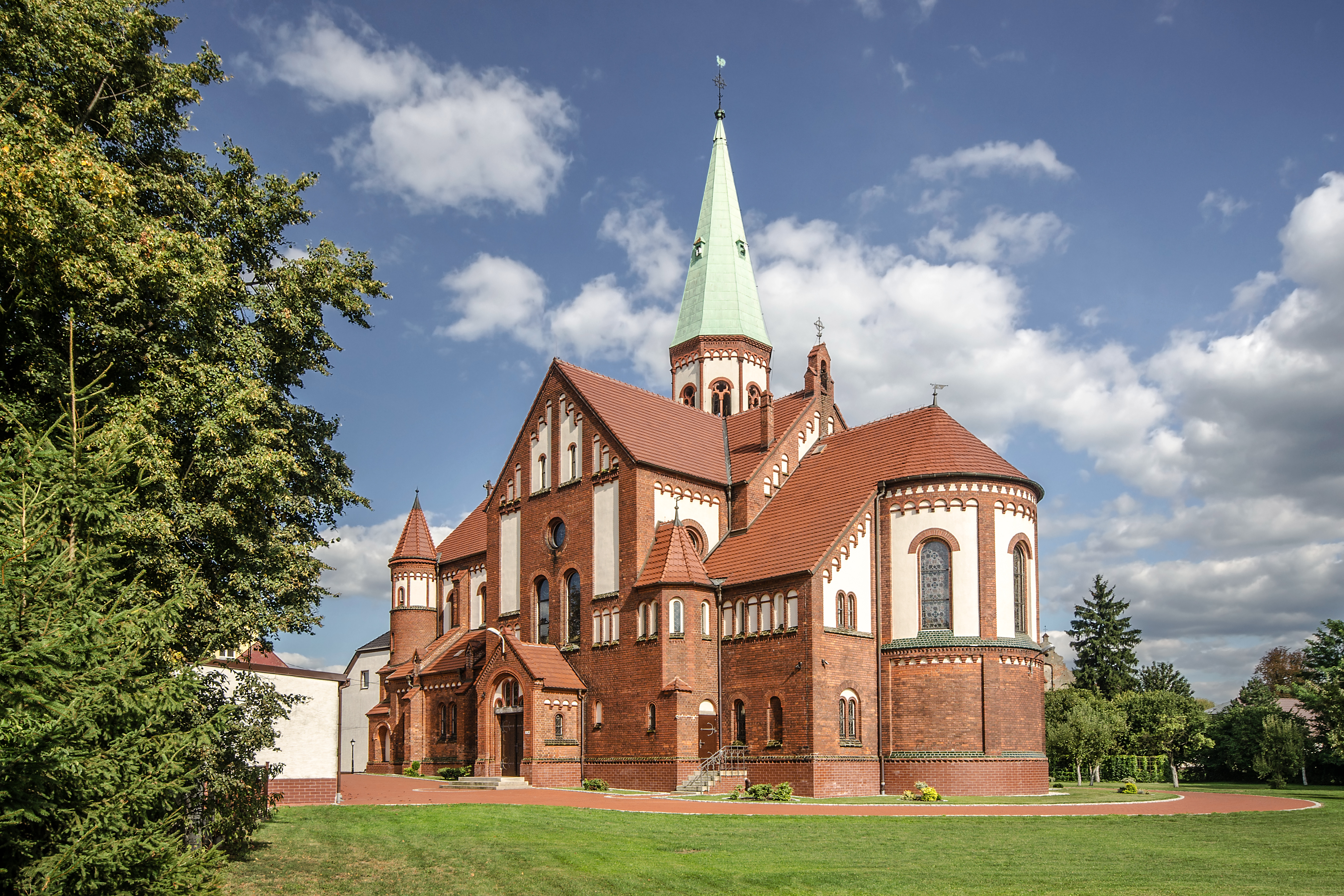
Die katholische Marienkirche

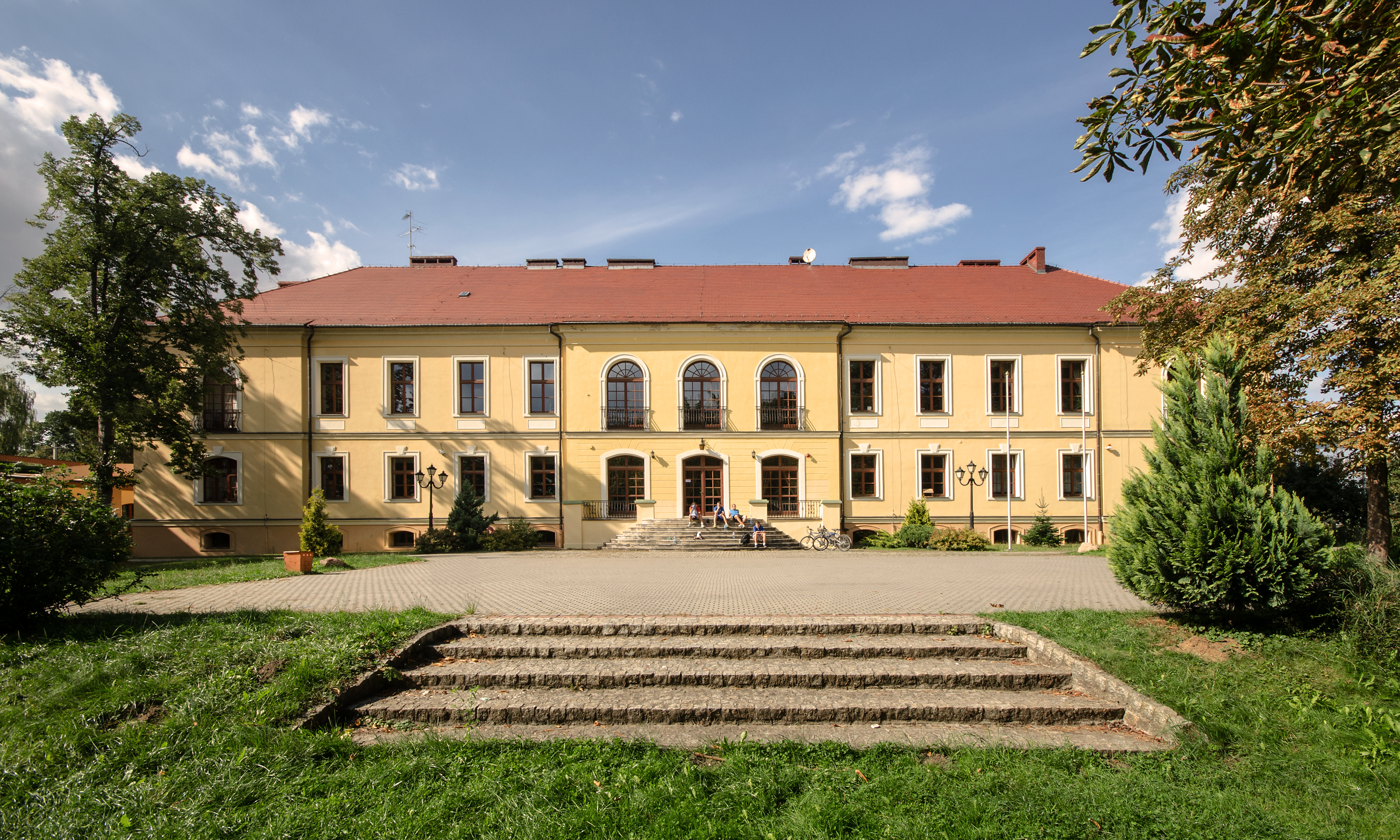
Das barocke Schloss von 1722

- Sehenswert ist der Löwener Ring, dessen gleichförmige Bebauung auf den Wiederaufbau nach dem großen Stadtbrand von 1829 zurückgeht. Damals entstanden zweistöckige schlichte Bauten mit steilen Dächern und ersetzten die verbrannten Holzhäuser. Auch in den Nebenstraßen finden sich Häuser aus dieser Zeit, die teilweise nach dem Zweiten Weltkrieg wiederaufgebaut wurden.
- Zur selben Zeit wurde das Rathaus 1837 im klassizistischen Stil auf dem Ring errichtet. Der einfache, rechteckige Bau ist zweistöckig und mit einem Krüppelwalmdach bedeckt. Über dem Haupteingang verfügt das Rathaus über einen Dreiecksgiebel, in dem das von Stuck umgebene Stadtwappen eingelassen ist. Bekrönt wird das Dach von einem kleinen Dachreiter mit schlichter Zwiebelhaube.
- In der Nähe des Rings befindet sich auch die evangelische Kirche St. Peter und Paul. Sie stammt bereits aus dem Jahre 1312 und wurde in der Folgezeit mehrfach umgebaut. 1534 wurde die Kirche von den Protestanten übernommen, nachdem sie zu Beginn des Jahrhunderts umgestaltet worden war. Diese bauten sie nach einem Brand im Jahre 1586 wieder auf und erweiterten das Gebäude im Renaissancestil. 1660 folgte ein Umbau des Kirchenschiffs und des Kirchturms, der, nachdem er 1761 durch Blitzschlag ausbrannte, mit einem barocken Turmhelm bekrönt wurde. Im Zweiten Weltkrieg wurde die Kirche beschädigt und der Turm später in vereinfachter Form mit gotischem Turmhelm wiederaufgebaut.
Im Inneren der verwahrlosten und nicht mehr genutzten Kirche konnten sich noch viele Ausstattungsstücke der Renaissance erhalten. Besonders sehenswert ist der hölzerne Renaissancehauptaltar von 1613, der von Hermann Fischer aus Neisse geschnitzt wurde. Darüber hinaus findet sich in der Kirche eine barocke Kanzel und im Chor sind noch einige Epitaphien aus dem 16. und 17. Jahrhundert aufgestellt.
- Die neuromanische katholische Marienkirche wurde von 1903 bis 1904 errichtet. Wichtigstes Kunstwerk ist ein Sandsteinaltar mit einer Kreuzigungsszene vom Ende des 16. Jahrhunderts. Er wurde von seinem ursprünglichen Standort in der Turmkapelle der evangelischen Kirche hierher gebracht.
- Das barocke Schloss Löwen wurde 1722 von Otto Leopold von Beeß zweistöckig in U-Form erbaut. Der Vorgängerbau war 1666 abgebrannt. 1860 erfolgte ein Umbau, bei dem über dem barocken Hauptportal ein Giebel angebracht wurde. Nach dem Zweiten Weltkrieg war das Schloss verlassen, verfiel zusehends und brannte 1955 aus. Im Jahre 2000 wurde es grundlegend saniert und seiner neuen Nutzung als Gymnasium zugeführt.[14] Umgeben wird das Schlossgelände von einer barocken Mauer mit drei Toren.

## Gemeinde
Die Stadt-und-Land-Gemeinde (gmina miejsko-wiejska) Lewin Brzeski erstreckt sich auf einer Fläche von 159,7 km² und gliedert sich neben dem gleichnamigen Hauptort in 20 Dörfer mit Schulzenämtern.

## Gemeindepartnerschaften
Lewin Brzeski unterhält mit folgenden Orten Partnerschaften:
- Szegvár, Ungarn – seit 1997
- Senieji Trakai, Litauen – seit 2006

## Fernverkehr

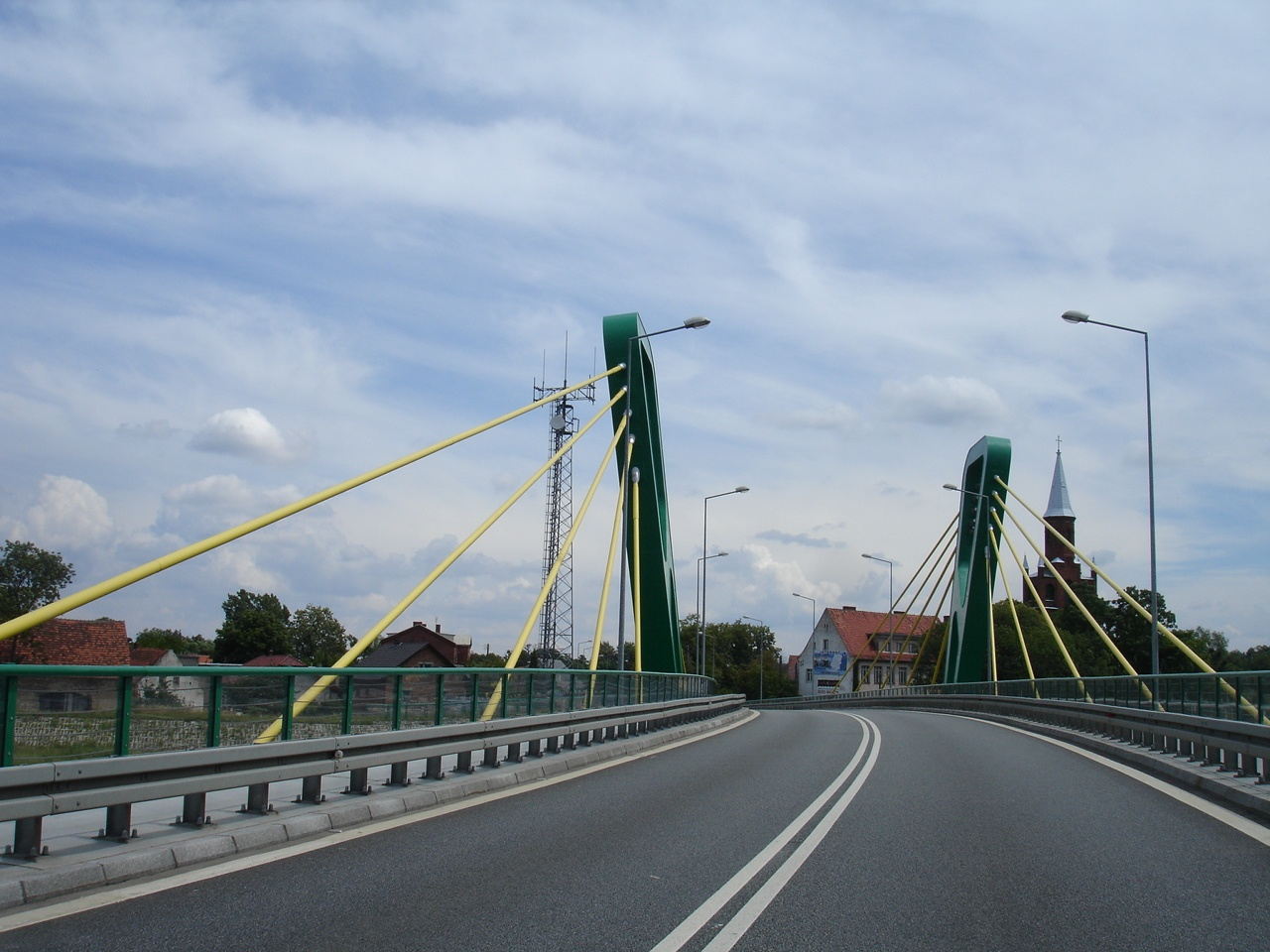
Brücke der Staatsstraße 94 im Gemeindegebiet, nahe Skorogoszcz

Drei wichtige Ost-West-Verbindungen durchziehen das Gemeindegebiet:
Die Autobahn A4 – die wichtigste Ost-West-Transitstraße Polens – verläuft rund vier Kilometer südlich der Stadt entlang der Südgrenze der Gemeinde. Es bestehen im Gemeindegebiet jedoch keine direkten Anschlussstellen, sondern erst in über 20 km Entfernung und außerhalb des Gemeindegebiets.
Die Gemeinde hat auch Anteil an der Staatsstraße 94, die Breslau mit Kattowitz verbindet.
Der Bahnhof Lewin Brzeski liegt an der in diesem Abschnitt 1843 eröffneten Bahnstrecke Bytom–Wrocław.

## Persönlichkeiten

### Söhne und Töchter der Stadt
- Gottfried August Thilo (1766–1855), deutscher Kupferstecher, Miniatur-, Landschafts- und Porträtmaler
- Carl von Plotho (1780–1820), preußischer Oberstleutnant, Militärhistoriker und Schriftsteller
- Gustav Hellmann (1854–1939), deutscher Meteorologe und Klimatologe
- Alfred Groß (1885–1976), deutscher Richter
- Martin Schlensog (1897–1987), deutscher Komponist und Musikpädagoge
- Dietmar Schicke (* 1942), deutscher Politiker

### Persönlichkeiten, die vor Ort gewirkt haben
- Otto Leopold von Beeß (1690–1761), preußischer Minister, Erbheer zu Löwen und Errichter des Löwener Schlosses
- Johann Daniel Hensel (1757–1839), deutscher Pädagoge, zeitweise Diakon in Löwen
- Valentin Wojciech (1868–1940), katholischer Geistlicher und Weihbischof in Breslau, zeitweise Pfarrer in Löwen
- Erich Simmel (1885–1974), deutscher Jurist und Politiker, zeitweise als Rechtsanwalt und Notar in Löwen